# Simeone I di Alessandria
Papa Simeone I di Alessandria (in copto Ⲥⲩⲙⲉⲱⲛ, in arabo سيماؤن‎?; Siria, ... – Alessandria d'Egitto, 31 luglio 700) è stato il 42º papa della Chiesa copta, dal 692 fino alla sua morte.

## Biografia
Nacque in Siria, fu nominato dal governatore d'Egitto Abd al-Aziz ibn Marwan come nuovo papa della Chiesa copta.
Durante il suo regno convocò un sinodo locale per risolvere le problematiche causate da uomini che lasciavano la propria moglie per risposarsi. A questo sinodo parteciparono anche membri che seguivano la dottrina calcedoniana.
Dopo la sua morte, la Chiesa copta sperimentò un periodo di sede vacante.